# ميجيل دي أونامونو
ميجل ديه أونامونو (بالإسبانية: Miguel de Unamuno) فيلسوف وشاعر وروائي ومؤلف تمثيليات إسباني باسكي، وُلد في بلباو في 29 سبتمبر 1864. عيِّن أستاذًا للغة اليونانية بجامعة سلامنكا عام 1891م، ثم رئيسًا للجامعة في عام 1900م. بالإضافة إلى كتبه الكثيرة، كتب أونامونو ما يزيد على 3,000 مقالة قصيرة. ولقد اكتسب عداء أربع حكومات متعاقبة بسبب نقده السياسي الجريء. وتوفي في شلمنقة 31 ديسمبر 1936.

## حياته

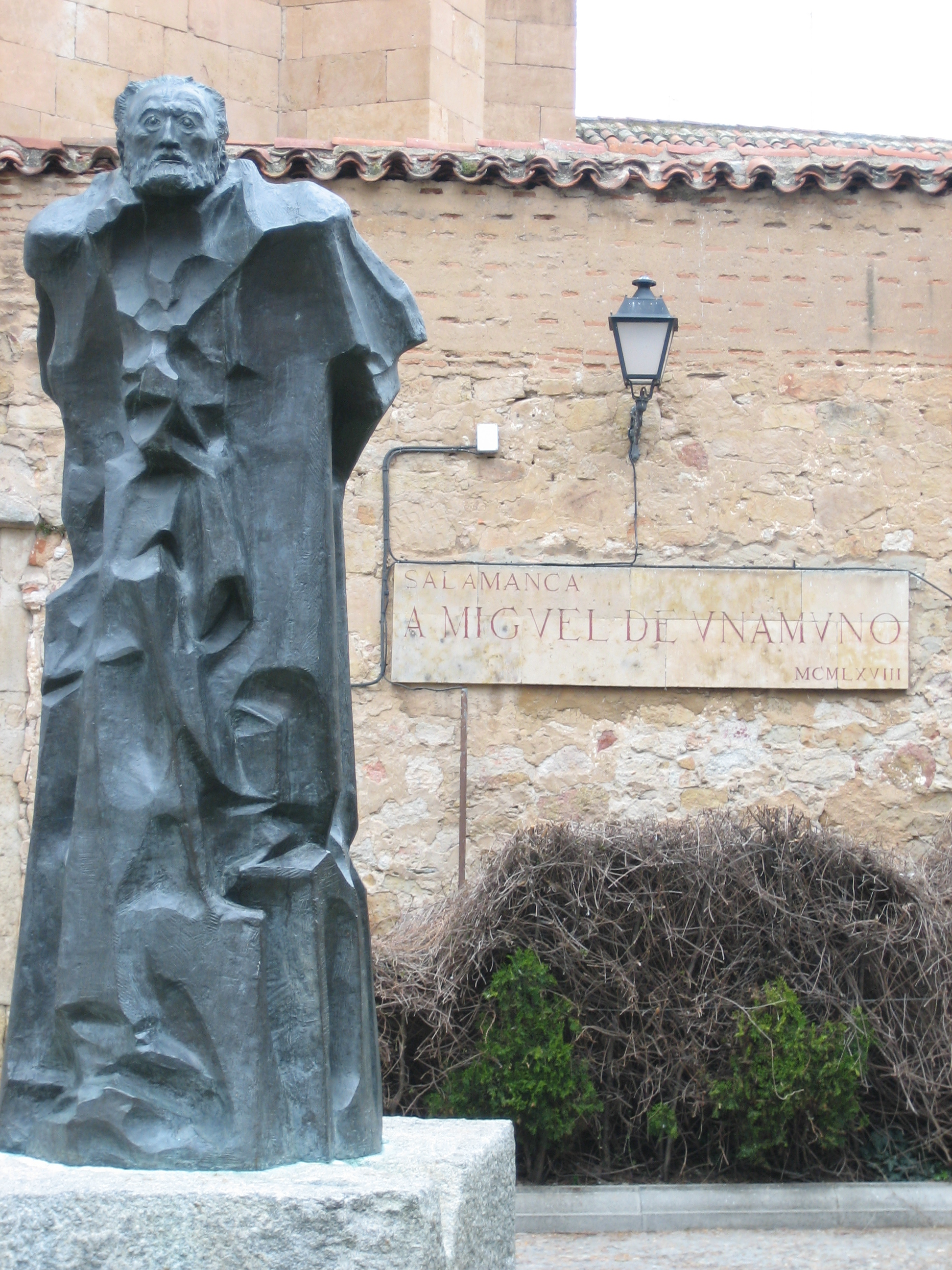
نحت ل أونامونو في سلامنكا من عمل بابلو سيرانو

هو الثالث بين ستة أطفال لفيليكس أنامونو صاحب متجر للخبز. ولد في مدينة بلباو على خليج الباسك في شمالي إسبانية. وقد شهد في طفولته أعمال العنف بين القوى التقليدية والتقدمية من خلال حصار بلباو. فتركت آثارا عميقة في فكره السياسي.توفي والداه فانتقل للعيش مع عمه، ثم انتقل عام 1880م لمدريد للدراسة، كان أنامونو متديناً جداً، وفي مدريد بدأ بالتردد على أتينو وقرأ في مكتبة المركز كتب الفلاسفة والمفكرين. حصل في عام 1884م على درجة الدكتوراة في الآداب من جامعة مدريد برسالة حــول اللغة الباسكية.عاد إلى بلباو وعمل معلماً فيها حتى عام 1891م، وأسس فيها مع أصدقائه المجلة الاشتراكية (La Lucha de Clases). يعتبر أحد ابرز مفكري إسبانيا في القرن العشرين، واصغر شاب شغل منصب رئيس جامعة سلامنكا عام 1900، وأدى وقوفه ضد حكم بريمو دي ريبيرا عام 1924 إلى نفيه إلى جزيرة تنريفي ومن ثم إلى باريس حتى عام 1930. كتب اونامونو العشرات من البحوث والكتب في الأدب والفكر والفلسفة، ومنحته عدة جامعات الدكتوراه الفخرية ومنها جامعة اكسفورد عام 1931، وفي عام 1934 عين رئيسا فخريا لجامعة سلامنكا مدى الحياة.

### رجل مثير للجدل
حين انفجرت الحرب الأهلية الإسبانية وقف مع القوميين في مواجهة الشيوعيين لكن موقفه تغير بعد اغتيال الشاعر فدريكو جارسيا لوركا. فقد صرح أمام الجنرال ميان أستراي، والذي كان يعتبر من ألد أعدائه: أن تنتصر على عدوك لا يعني أنه اقتنع بفكرتك. وفي 5 أكتوبر وخلال الاحتفال الذي أقيم بجامعة سلامنكا حضرته زوجة الجنرال فرانكو، أنتقد أونامونو الجنرال ميان قائد الفيلق الأجنبي الموالي لفرانكو قائلاً من يستمع لخطاب ميان الرسمي يدرك اللا إنسانية والطبيعة الدنيئة للانتفاضة فرد عليه شبان الجامعة الموالون لميلان: فليمت أونامونو، فليمت المثقفين ورد الجنرال ميـان: فليمت الذكاء وليحيى الموت إشارة إلى احتـجاج أونامونو على تنفيذ أحكام الإعدام العسكري. ومن ما قال ميـان كذلك:«كاتالونيا وبلاد الباسك هما سرطان في جسد الأمة!. والفاشية دواء إسبانيا هدفها القضاء عليهم، تقطع اللحمة الحية كسكين المبضع!» فأجابه أونامونو على الفور: إسبانيا بدون إقليم الباسك وبدون كاتالونيا تكون بلداً على شاكلتك ياسعادة اللواء، أعني بلداً أعور أقطع. فثار ميلان وكاد يضربه، فتدخلت زوجة فرانكو لفض الاشـتباك. وُعزِل أونامونو من رئاسة الجامعة، وبسبب شهرته العالمية، والمشكلة التي تلت أغتيال الشاعر لوركا، رفض فرانكو طلب ميلان بإعدام أونامونو، ولكن تم عزل أونامونو في منزله ولم يسمح له بالتعبير عن آراءه للجمهور. وفي الواحد والثلاثين من ديسمبر توفي أونامونو، وبعد وفاته سجل اثنان من أبنائه أنفسهم كمتطوعين في الجبهة الشعبية (تحالف لأحزاب اليسار).

## أعماله

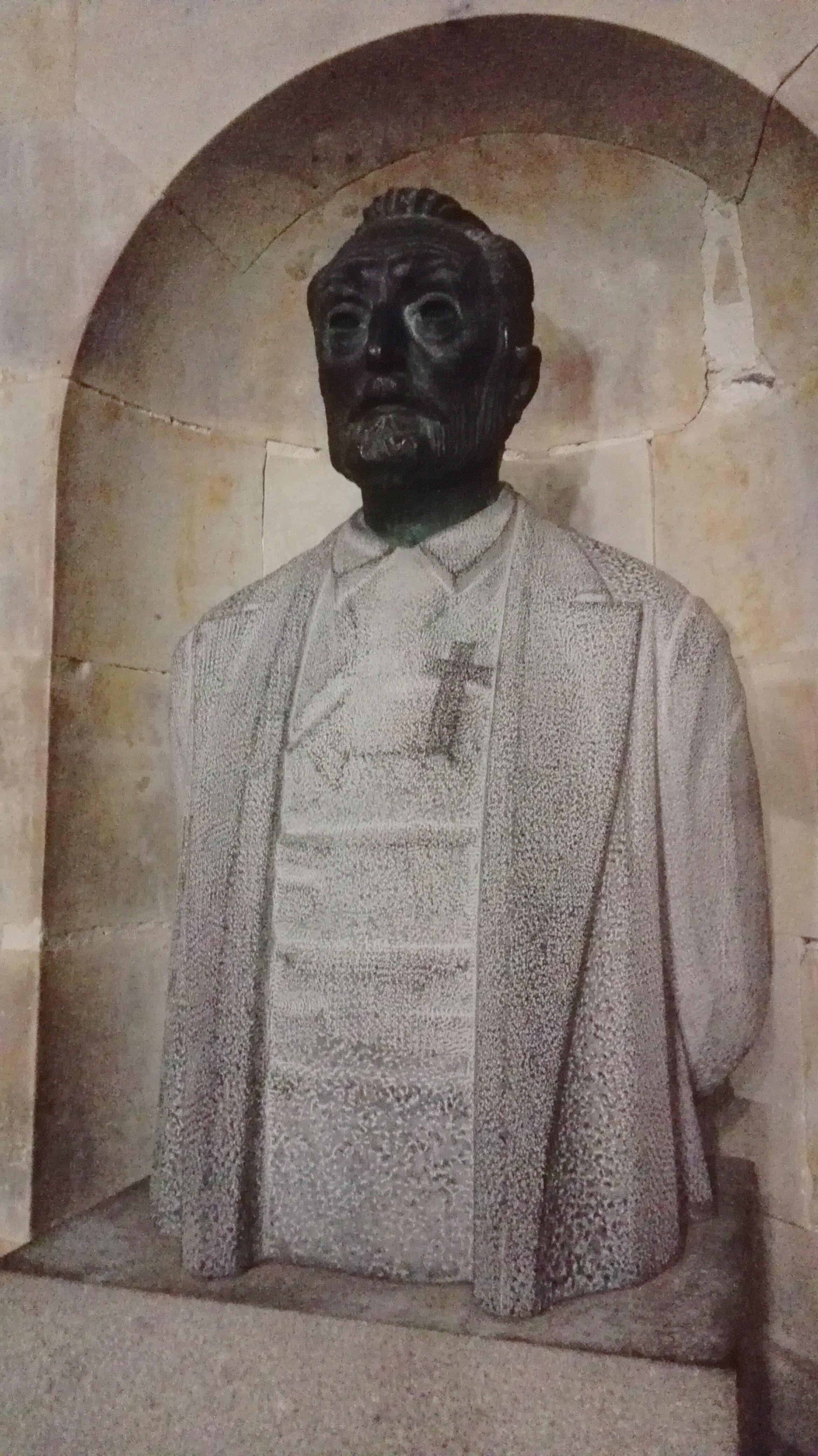
تمثال نصفي لميجيل دي أونامونو بكلية فقة اللغة، قصر أنايا في سلامنكا.

ومن أحسن أعمال أونامونو الإدراك المأساوي للحياة (1913م) الذي يعالج النزاع بين الإيمان والعقل منذ عصر النهضة وحتى القرن العشرين. ويقيِّم المؤلف في هذا الكتاب أهمية الإرادة، والرغبة في الخلود، والبحث عن الحب في التاريخ البشريّ. ولقد ساعدت دراسة أونامونو للثقافة الأسبانية في كتاب حول التقليدية (1895م) على إنعاش حركة الإحياء العقلانية الأسبانية المعروفة بجيل 1898. ومن أنضج قصائده تأملاته الطويلة المسماة مسيح فيلازكز (1920م). وتبحث أعظم رواياته الضباب (1914 م) في أسرار الوجود الإنساني.
وبالإضافة إلى كتبه الكثيرة، كتب أونامونو مايزيد على 3,000 مقالة قصيرة. ولقد اكتسب عداء أربع حكومات متعاقبة بسبب نقده السياسي الجريء. ولكونه رائد إحياء أسبانيا الحديثة، فقد ذهب إلى أن الفرد، وليس الحضارة أو المجتمع أو الثقافة، هو موضوع كل فكرة والباعث الأسمى.
ومن أشهر مقالاته: «الأصالة القومية»، و«الكرامة الإنسانية»، و«أزمة الوطنية»، و«الوحدة»، و«الفردية الإسبانية»، و«النزعة الأوربية»، و«الحضارة والمدنية»، و«الفلانية»، و«ما الحقيقة؟»، و«سرّ الحياة».

## وصلات خارجية
- ميجيل دي أونامونو على موقع IMDb (الإنجليزية)
- ميجيل دي أونامونو على موقع الموسوعة البريطانية (الإنجليزية)
- ميجيل دي أونامونو على موقع ألو سيني (الفرنسية)
- ميجيل دي أونامونو على موقع ميوزك برينز (الإنجليزية)
- ميجيل دي أونامونو على موقع قاعدة بيانات برودواي على الإنترنت (الإنجليزية)
- ميجيل دي أونامونو على موقع إن إن دي بي (الإنجليزية)
- ميجيل دي أونامونو على موقع ديسكوغز (الإنجليزية)
- ميجيل دي أونامونو على موقع قاعدة بيانات الفيلم (الإنجليزية)

- ميجيل دي أونامونو Miguel de Unamuno المواجهة بين الإيمان والعقل، مقالة لفؤاد كامل نشرت في مجلة العربي الكويتية، عدد 414 - ماي 1993